# Kamila Gasiuk-Pihowicz

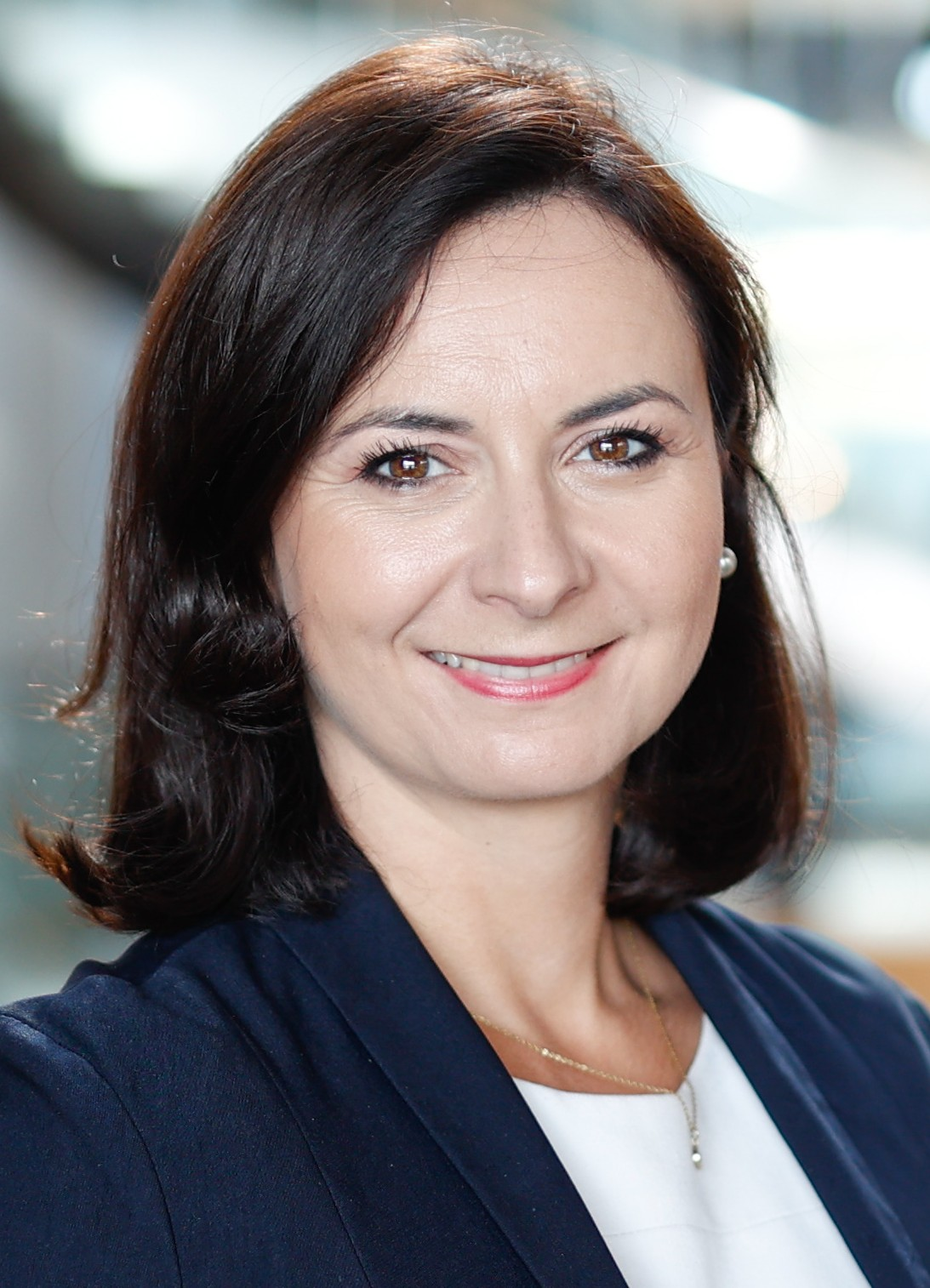
Kamila Gasiuk-Pihowicz (2024)

Kamila Gasiuk-Pihowicz (* 8. Mai 1983 in Warschau) ist eine polnische Politikerin und Rechtsanwältin. Sie war bis 5. Dezember 2018 führendes Mitglied der liberalen Partei Nowoczesna und seit 2019 der Platforma Obywatelska. Sie war von 2015 bis 2024 Abgeordnete des Sejm in der VIII., IX. und X. Wahlperiode. Seit 2024 gehört sie dem Europaparlament an.

## Leben und Beruf
Bis 2007 studierte Kamila Gasiuk-Pihowicz Rechtswissenschaft an der Fakultät für Recht und Verwaltung der Kardinal-Stefan-Wyszyński-Universität Warschau und Wirtschaftswissenschaft an der Handelshochschule Warschau. Während des Studiums war sie ehrenamtliche Mitarbeiterin der polnischen Nichtregierungsorganisation „Forum für den Dialog der Nationen“. Nach Abschluss ihres Studiums war sie in mehreren Anwaltskanzleien tätig, bis sie schließlich im Büro des polnischen Beauftragten für Bürgerrechte angestellt wurde.
Kamila Gasiuk-Pihowicz ist verheiratet und Mutter zweier Kinder.

## Politik
2001 bis 2008 war Kamila Gasiuk-Pihowicz Mitglied der politischen Jugendorganisation „Junges Zentrum“. Bereits bei der Europawahl in Polen 2004 bewarb sie sich erfolglos von der Wahlliste der liberalen Partei Unia Wolności für das Europäische Parlament. Seit 2015 war sie Mitglied der liberalen Partei Nowoczesna. Seit 18. August 2015 hatte sie innerhalb dieser das Amt der Pressesprecherin. Bei der Parlamentswahl in Polen 2015 wurde sie am 25. November 2015 mit 19.041 Stimmen  in den Sejm der 8. Legislaturperiode gewählt. Sie war in den Ausschüssen für Gerechtigkeit und Menschenrechte sowie für das Gesundheitswesen tätig.
Seit Januar 2018 war sie Fraktionsvorsitzende ihrer Partei im polnischen Parlament. Am 5. Dezember 2018 hat sie die .Nowoczesna-Partei gemeinsam mit sieben anderen Abgeordneten verlassen und ist seitdem Mitglied und Abgeordnete der Fraktion der Bürgerkoalition. Ab Juli 2019 ist sie Mitglied der Platforma Obywatelska. Bei der Europawahl 2019 kandidierte sie für das Wahlbündnis pro-europäische Wahlbündnis Koalicja Europejska, erreichte aber keinen Sitz. Bei den Parlamentswahlen 2019 und 2023 wurde sie dann jeweils für die PO in den Sejm gewählt. Nachdem sie bei der Europawahl 2024 für die PO in das Europaparlament gewählt worden war, legte sie ihr Sejmmandat nieder.